# Interactive Brokers
Interactive Brokers é uma corretora online fundada nos Estados Unidos. É uma das maiores empresas de corretagem on-line no mercado dos EUA. A empresa também é uma das pioneiras na digitalização do comércio.
A Interactive Brokers oferece diferentes veículos e mercados de investimento, como ações, opções, futuros, VET, forex, títulos ou mesmo CFDs. A sede do IB fica em Greenwich, Connecticut.